# Broholm

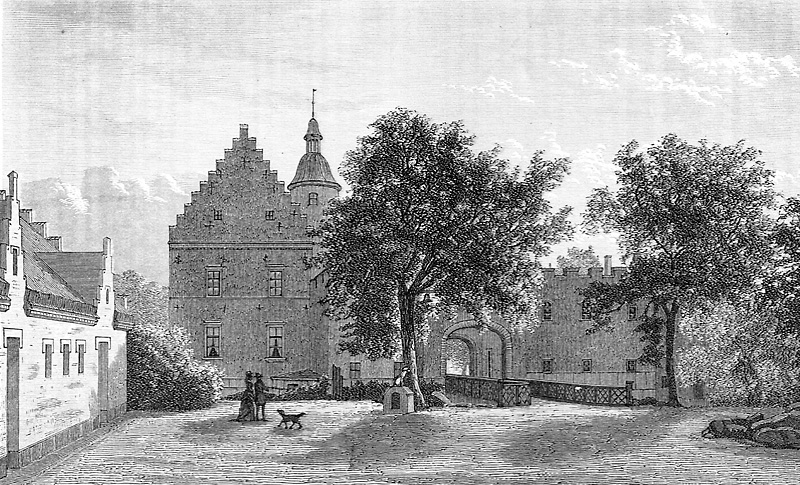
Broholm på 1870-talet.

Broholm är en gammal sätesgård som nämns första gången 1326. Gården ligger i Gudme socken, Svendborgs kommun i Danmark. Huvudbyggnaden är uppförd 1642 samt om- och tillbyggd 1839, 1856, 1895 och 1905. 
Det är nu hotell i mangårdsbyggnaden på Broholm. Broholms gods är på 608 hektar.
På Broholm finns också Frederik Sehesteds fornsakssamling, utställd i ett för ändamålet 1879 uppfört timmerhus. Ansvaret för samlingen överläts 1999 till Svendborg Museum.